# Anogeissus leiocarpus
Anogeissus leiocarpus (abedul africano; Bambara) es una especie de árbol del género Terminalia. Es un árbol caducifolio originario de África tropical desde Senegal y Guinea en el oeste hasta Eritrea en el este y tan al sur como la República Democrática del Congo.
Anogeissus leiocarpus germina en los suelos nuevos producidos por los humedales estacionales. Es una planta de franja forestal, que crece en los bordes de la selva tropical, aunque no en lo profundo de ella. También crece en sabanas y a lo largo de riberas de ríos, donde forma bosques de galería. El árbol florece en la época de lluvias, de junio a octubre. Los frutos son sámaras aladas y son dispersados por las hormigas.

## Etnobotánica
Es una de las plantas que se utilizan para hacer bògòlanfini, un paño de barro tradicional de Malí. Se trituran pequeñas ramas con hojas para elaborar uno de los tintes amarillos.
La corteza interna del árbol se utiliza como antihelmíntico para humanos y ganado para tratar gusanos y para el tratamiento de algunas enfermedades protozoarias en animales, nagana (una tripanosomiasis animal) y babesiosis.
La corteza interior se utiliza como barra de masticar en Nigeria y los extractos de la corteza muestran propiedades antibacterianas. La corteza del tallo contiene castalagina y ácido flavogalónico dilactona.
La investigación de laboratorio de los efectos del extracto acuoso de corteza del tallo de Anogeissus leiocarpus, que contiene antioxidantes, indica que proporciona beneficios dependientes de la dosis contra las úlceras gástricas. La eficacia observada es suficiente para respaldar la aplicación etnomedicinal de la planta en el tratamiento y manejo de las úlceras.